# Броненосці берегової оборони типу «Бувіне»

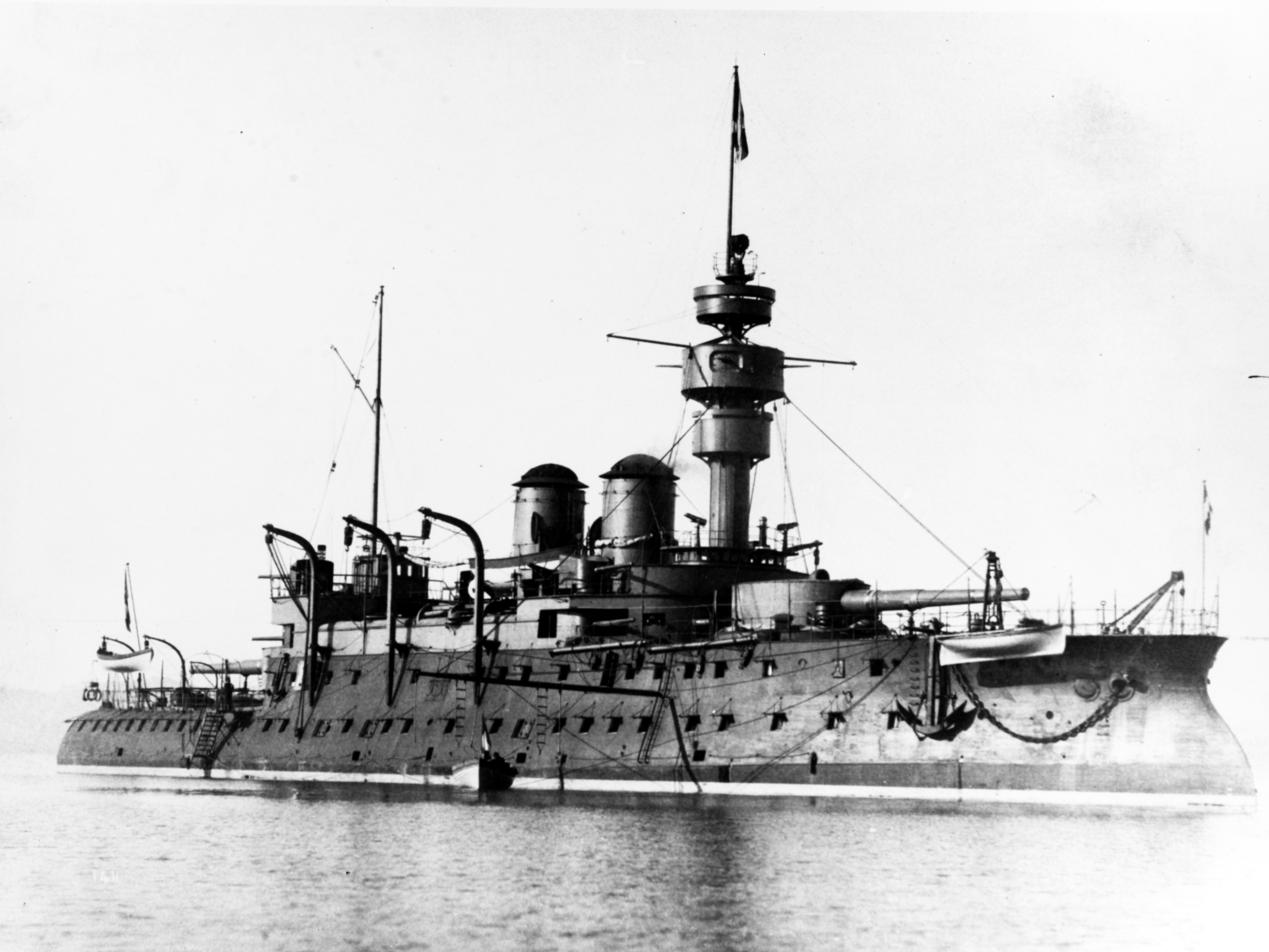
Броненосець берегової оборони «Бувіне»

Броненосці берегової оборони типу «Бувіне» — два броненосця берегової оборони, побудованих для французького флоту (Marine Navale) у 1890-х роках, Bouvines та Amiral Tréhouart. Повністю застарілі до початку Першої світової війни, кораблі відігравали лише незначну роль під час війни. Їх продали на металобрухт у 1920 році.

## Конструювання та опис
У 1887 почалися конструкторські роботи над проєктом броненосця берегої оборони, який мав стати основою для дій групи міноносців. Роботи проходили під наглядом адмірала Теофіля Оба, міністра військово-морських сил та колоній, який був твердим прихильником військово-морської стратегії Jeune École, основою якої було поєднання крейсерської війни та берегової оборони. Втім призначення для використання торпедної зброї потім було відкинуто. Тим не менш броненосці типу «Бувіне» були замовлені у 1889 році.